# Danny Joe Brown
Danny Joe Brown (* 24. August 1951 in Jacksonville, Florida; † 10. März 2005 in Davie, Florida) war ein US-amerikanischer Sänger und Gründungsmitglied der US-amerikanischen Rockband Molly Hatchet.
Danny Joe Brown gründete 1975 in Jacksonville die Gruppe Molly Hatchet. Er komponierte auch Songs für die Gruppe, zu deren größten Hits unter anderem Flirtin' With Disaster, Whiskey Man und Gator Country gehörten.
Nach einer endlosen Reihe von Tourneen stieg Brown im Jahr 1980 wegen Erschöpfungszuständen aus der Gruppe aus. Auch seine langjährige schwere Diabeteserkrankung zwang ihn mehrmals aus gesundheitlichen Gründen zu Unterbrechungen seiner Musikerkarriere. Einige Jahre später im Jahr 1988 kam er mit seinem Album Lightning Strikes Twice zu Molly Hatchet zurück.
1995 trat Brown mitten in den Aufnahmen zum Album Devil's Canyon, wiederum aus gesundheitlichen Gründen, endgültig zurück. Er suchte seinen Nachfolger Phil McCormack selbst aus. Brown erlitt 1998 einen Schlaganfall und starb am 10. März 2005 an den Folgen einer Lungenentzündung.